# Sæbykredsen
Sæbykredsen var Hjørring Amts anden valgkreds i 1849-1919. Derefter blev  kredsen en opstillingskreds. Fra 1920 til 1970 lå kredsen i Hjørring Amtskreds. I 1971-2006 var opstillingskredsen en del af Nordjyllands Amtskreds. 
Ved udgangen af 2006 blev kredsen nedlagt. Den tidligere Sæby Kommune blev en del af Frederikshavnkredsen, mens Dronninglund Kommune og Brønderslev Kommune blev en del af Brønderslevkredsen. Disse to kredse ligger i Nordjyllands Storkreds. 
Den 8. februar 2005 var der 40.070 stemmeberettigede vælgere i kredsen.
Kredsen rummede i 2005 flg. kommuner og valgsteder::
1. Brønderslev Kommune
  1. Brønderslev
  2. Hallund
  3. Hellum
  4. Jerslev
  5. Kirkholt
  6. Kraghede
  7. Serritslev
  8. Stenum
  9. Sterup
  10. Thise
  11. Ø. Brønderslev
  12. Ø. Hjermitslev
2. Dronninglund Kommune
  1. Agersted
  2. Asaa
  3. Dronninglund
  4. Flauenskjold
  5. Hjallerup
  6. Klokkerholm
  7. Thorup
  8. Ørum
3. Sæby Kommune
  1. Brønden
  2. Dybvad
  3. Hørby
  4. Lyngså
  5. Præstbro
  6. Sæby
  7. Thorshøj
  8. Understed
  9. Voerså
  10. Volstrup
  11. Østervrå